# Rüdnitz
Rüdnitz (slawisch rudnica: Ort, wo es Raseneisenstein gibt) ist eine Gemeinde im Landkreis Barnim in Brandenburg. Sie wird vom Amt Biesenthal-Barnim verwaltet und liegt nordöstlich der Stadt Bernau bei Berlin.

## Gemeindegliederung
Zur Gemeinde Rüdnitz gehören die Wohnplätze Albertshof, Bahnhofssiedlung, Kühle Kaveln, Langerönner Mühle und Schulzenaue.

## Geschichte
Die Gegend um Rüdnitz wurde bereits in der Frühzeit besiedelt. Darauf deuten zahlreiche Funde aus der Steinzeit, der Bronzezeit und der frühen Eisenzeit hin. Neben Waffen, Werkzeugen, Gebrauchsgegenständen und Schmuck wurden auch etliche Urnen entdeckt.
Erstmals urkundlich erwähnt wurde der Ort im Jahre 1367, ein Pecze Rudenicz tritt als Zeuge in einer Strausberger Urkunde auf. Der Ortsname geht wahrscheinlich auf das slawische Wort Ruda zurück, was so viel wie „roter Raseneisenstein“, „rote Erde“ oder „Erdschlamm“ bedeutet. Im Landbuch Karls IV. wird der Ort 1375 als Rydentz by Bernowe (Bernau) genannt.

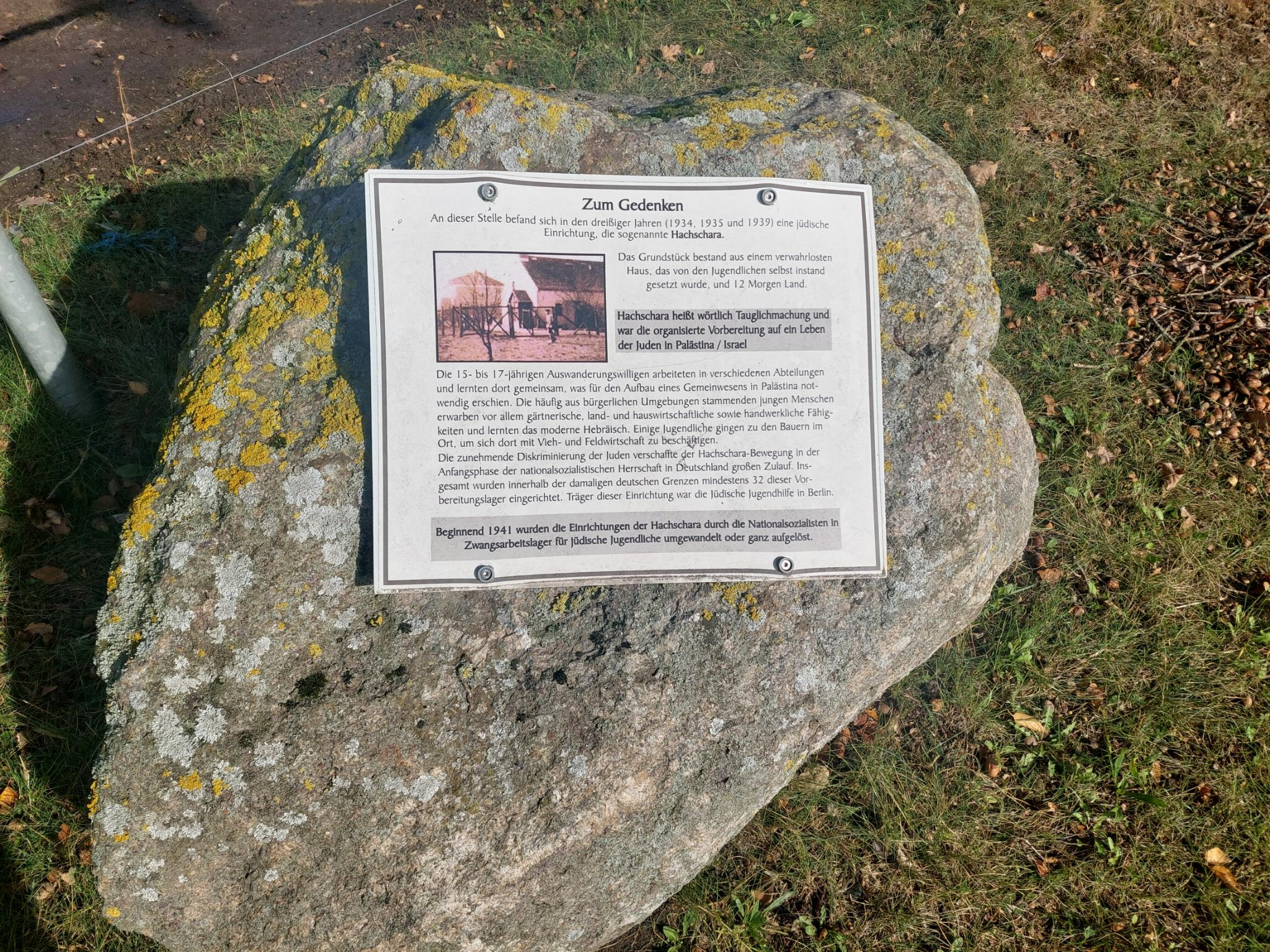
Stein zum Gedenken an die jüdische Hachschara in Rüdnitz.

Von 1935 bis 1941 befand sich in Rüdnitz auf dem „Hof Wecker“ ein Ausbildungslager der Hachschara. Die Hachschara Rüdnitz wird im Gedenkbuch – Opfer der Verfolgung der Juden unter der nationalsozialistischen Gewaltherrschaft 1933–1945 als „Landwerk“ in 30 Einträgen erwähnt. Sie befand sich in unmittelbarer Nähe des Bahnhofs. Heute befindet sich auf dem Gelände ein Gestüt und Reithof.
Rüdnitz gehörte seit 1817 zum Kreis Oberbarnim in der Provinz Brandenburg und ab 1952 zum Kreis Bernau im DDR-Bezirk Frankfurt (Oder). Seit 1993 liegt die Gemeinde im brandenburgischen Landkreis Barnim.

## Bevölkerungsentwicklung
| Jahr | Einwohner |
| ---- | --------- |
| 1875 | 408       |
| 1890 | 400       |
| 1910 | 769       |
| 1925 | 708       |
| 1933 | 755       |
| 1939 | 888       |

| Jahr | Einwohner |
| ---- | --------- |
| 1946 | 1.088     |
| 1950 | 1.188     |
| 1964 | 1.167     |
| 1971 | 1.327     |
| 1981 | 1.225     |
| 1985 | 1.123     |

| Jahr | Einwohner |
| ---- | --------- |
| 1990 | 1.057     |
| 1995 | 1.337     |
| 2000 | 1.811     |
| 2005 | 1.822     |
| 2010 | 1.899     |
| 2015 | 1.980     |

| Jahr | Einwohner |
| ---- | --------- |
| 2020 | 2.032     |
| 2021 | 2.029     |
| 2022 | 2.122     |
| 2023 | 2.111     |
| 2024 | 2.133     |

Gebietsstand des jeweiligen Jahres, Einwohnerzahl: Stand 31. Dezember (ab 1991), ab 2011 auf Basis des Zensus 2011, ab 2022 auf Basis des Zensus 2022

## Politik

### Gemeindevertretung
Die Gemeindevertretung von Rüdnitz besteht aus zwölf Gemeindevertretern und dem ehrenamtlichen Bürgermeister. Die Kommunalwahl am 9. Juni 2024 führte bei einer Wahlbeteiligung von 71,5 % zu folgendem Ergebnis:
| Partei / Wählergruppe        | Stimmenanteil 2019 | Sitze 2019 |        | Stimmenanteil 2024 | Sitze 2024 |
| ---------------------------- | ------------------ | ---------- | ------ | ------------------ | ---------- |
| Freie Wählerliste Rüdnitz    | 42,2 %             | 5          | 48,7 % | 6                  |            |
| Aktiv für Rüdnitz            | 57,8 %             | 7          | 46,3 % | 5                  |            |
| Einzelbewerber Andreas Rothe | –                  | –          | 05,1 % | 1                  |            |
| Insgesamt                    | 100 %              | 12         | 100 %  | 12                 |            |

### Bürgermeister
- 1990–2010: Hubertus Ritter[12]
- 2010–2019: Christina Straube (Freie Wählerliste Rüdnitz)[13]
- seit 2019: Andreas Hoffmann (Aktiv für Rüdnitz)

Hoffmann wurde in der Bürgermeisterwahl am 26. Mai 2019 mit 58,8 % der gültigen Stimmen gewählt. Am 9. Juni 2024 wurde er mit 50,9 % der gültigen Stimmen in seinem Amt bestätigt. Seine Amtszeit beträgt fünf Jahre.

## Sehenswürdigkeiten

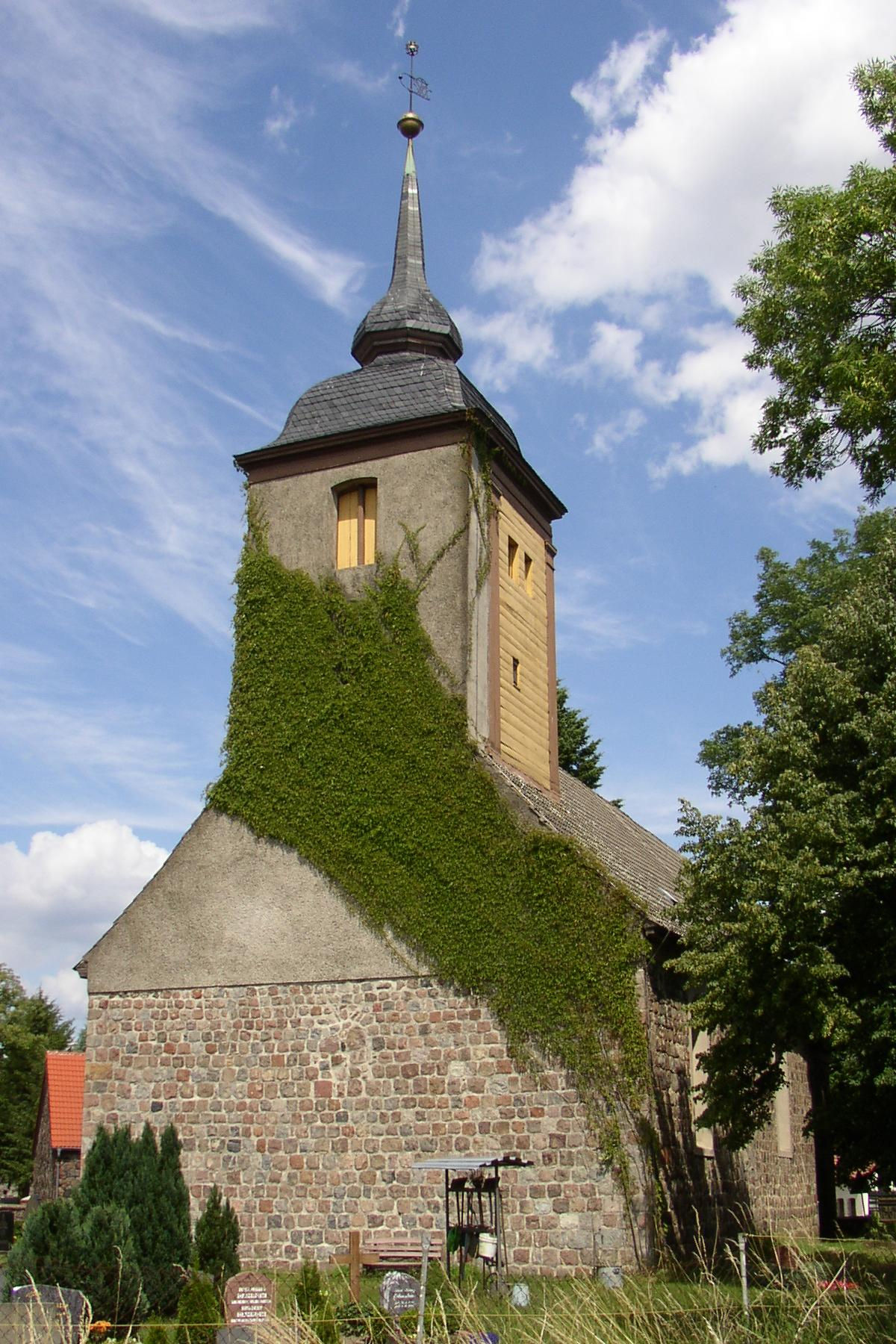
Dorfkirche Rüdnitz

In der Liste der Baudenkmale in Rüdnitz und in der Liste der Bodendenkmale in Rüdnitz stehen die in der Denkmalliste des Landes Brandenburg eingetragenen Kulturdenkmale.
 Naturdenkmale 
Siehe Liste der Naturdenkmale in Rüdnitz
Nordöstlich des Kirchfriedhofes steht die Friedenseiche zu Rüdnitz. Sie wurde im Jahre 1871 nach Beendigung des Deutsch-Französischen Krieges gepflanzt.

## Verkehr
Seit 1912 gibt es den Bahnhof Rüdnitz (seit 2006 ein Haltepunkt) an der Bahnstrecke Berlin–Szczecin. Hier halten stündlich Züge der Regionalbahnlinie RB 24 Eberswalde–Bernau (b Berlin)–Berlin-Lichtenberg–Schönefeld (bei Berlin). Er gehört zum Tarifbereich Berlin C des VBB.
Der öffentliche Personennahverkehr wird unter anderem durch den PlusBus des Verkehrsverbund Berlin-Brandenburg erbracht. Folgende Verbindung führt, betrieben von der Barnimer Busgesellschaft, durch Rüdnitz:
- Linie 896: Bernau ↔ Rüdnitz ↔ Biesenthal

Die Hobrechtsfelder Wirtschaftsbahn verband ab 1908 die Fleischvernichtungsanstalt in Albertshof mit den Hoffnungstaler Anstalten Lobetal sowie über Hobrechtsfelde mit den Heilanstalten in Berlin-Buch.
Die Landesstraße L 200 (bis 2003 B 2) zwischen Bernau und Eberswalde führt durch die Gemeinde.

## Persönlichkeiten
- Friedrich von Bodelschwingh (1831–1910), Pfarrer, legte 1905 die erste Wohnstätte Hoffnungstal in Rüdnitz an
- Kurt Kretschmann (1914–2007), Naturschützer, lebte zeitweise in Rüdnitz
- Hubertus Ritter (1938–2015), langjähriger Bürgermeister, Ehrenbürger der Gemeinde[12]
- Jochen Zmeck (1929–2012), DDR-weit bekannter Zauberkünstler, lebte viele Jahrzehnte bis zu seinem Tode in Rüdnitz

## Belege
1. ↑  Bevölkerungsstand im Land Brandenburg Dezember 2024 (Fortgeschriebene amtliche Einwohnerzahlen, basierend auf dem Zensus 2022) (Hilfe dazu).
2. ↑  Dienstleistungsportal der Landesverwaltung Brandenburg. Gemeinde Rüdnitz
3. ↑  Rainer Horn: Schicksale in schlimmer Zeit. In: Märkische Oderzeitung. 19. November 2014, archiviert vom Original.
4. ↑  Die Schriftstellerin Ester Golan berichtet auf einer CD über ihren Aufenthalt in Rüdnitz zu diesem Zweck. Hachschara
5. ↑  Jewish Places | Hachschara Lager Rüdnitz. In: Jewish Places | Entdecken Sie Orte jüdischen Lebens in Ihrer Nähe. Abgerufen am 9. Oktober 2024.
6. ↑  Historisches Gemeindeverzeichnis des Landes Brandenburg 1875 bis 2005. Landkreis Oberhavel (PDF) S. 14–17
7. ↑  Bevölkerung im Land Brandenburg von 1991 bis 2015 nach Kreisfreien Städten, Landkreisen und Gemeinden, Tabelle 7
8. ↑  Amt für Statistik Berlin-Brandenburg (Hrsg.): Statistischer Bericht A I 7, A II 3, A III 3. Bevölkerungsentwicklung und Bevölkerungsstand im Land Brandenburg (jeweilige Ausgaben des Monats Dezember)
9. ↑  Bevölkerungsfortschreibung auf Basis Zensus 2022
10. ↑  Ergebnis der Kommunalwahl am 9. Juni 2024
11. ↑  Ergebnis der Kommunalwahl am 26. Mai 2019
12. 1 2  Todesanzeige Hubertus Ritter. In: Biesenthaler Anzeiger, 24. November 2015
13. ↑  Neuwahl des ehrenamtlichen Bürgermeisters auf www.amt-biesenthal-barnim.de
14. ↑  Ergebnis der Bürgermeisterwahl am 26. Mai 2019
15. ↑  Ergebnis der Bürgermeisterwahl am 9. Juni 2024
16. ↑  Brandenburgisches Kommunalwahlgesetz, § 73 (1)
17. ↑  Albertshof.